# DishHD
DishHD是一間已經結業的台湾直播卫星平台，经营团队为英属盖曼群岛商艾科思达亚洲多媒体股份有限公司（EchoStar Asia Multimedia Limited），于2007年取得广播电视服务经营者执照。DishHD在2010年起透過SES-9號衛星（东经108.2度）波束覆蓋整个中國大陸及台灣。但到2016年9月28日結業。

## 简介
DishHD曾經共有75个频道（含1个测试频道），其中高清晰频道45个，並只限此衛星電視服務公司才能看得到，較當時台灣同類收費平台多出兩倍以上，如NHK新聞資訊台、NBA TV籃球頻道和Food Network美食頻道等。其余30个频道以标清播送。并提供32个纯音乐频道。频道内容以美国知名频道为主，其中新闻类和体育类频道以直播为主，没有提供字幕，其余的电影类频道、娱乐类频道、资讯类频道则大部分有提供正体中文字幕。公司亦以提供即時錄放功能和無商業廣告作為賣點。

### 品牌背景
DishHD經營團隊是美國艾科思達（EchoStar Corporation，NASDAQ：SATS），艾科思達所提供的設備銷售、數位製播和和衛星技術服務擴及全球。公司網絡涵蓋十座全方位的數位製播中心和光纖網路頻寛服務，服務據點遍佈美國近160個城市。艾科思達透過自營八枚軌道衛星和所承租的軌道衛星，以及美國聯邦通訊委員會（FCC）所核可之相關項目，提供衛星傳輸的服務。

## 結業
2016年9月28日，因为各种原因，艾科思达亚洲公司关闭亚洲四号卫星（东经122.0°）电视传送信号，並關閉台灣分公司，部分節目改為通过SES-9号卫星（东经108.2°）传送节目。而客戶亦收到有關信件，指出可在10月10日前在網上申請終止服務。

## 部分頻道列表
| 頻道英文                       | 頻道中文                     | 節目內容 | 頻道號 | 高清訊號 | 中文字幕                 |
| ------------------------------ | ---------------------------- | -------- | ------ | -------- | ------------------------ |
| CNN International              | CNN国际新闻網絡高清          | 新闻     | 110    | 是       | 有                       |
| BBC World News HD              | 英国广播公司世界新闻高清频道 | 新聞     | 115    | 是       | 無                       |
| Sky News HD                    | 英國天空新聞高畫質頻道       | 新聞     | 120    | 是       | 無                       |
| NHK World TV                   | NHK新聞資訊台                | 信息     | 130    | 是       | 無                       |
| National Geographic Channel HD | 國家地理高清頻道             | 信息     | 190    | 是       | 有                       |
| Nat Geo Wild HD                | 國家地理野生高清頻道         | 信息     | 192    | 是       | （配有國、粵、英三聲道） |
| Nat Geo People HD              | 國家地理悠人高清頻道         | 信息     | 194    | 是       | 有                       |
| Discovery Asia                 | Discovery Asia               | 信息     | 200    | 是       | 有                       |
| Food Network Asia              | Food Network 美食頻道        | 娛樂     | 235    | 是       | 有                       |
| Travel Channel HD              | 旅游頻道                     | 娛樂     | 238    | 是       | 有                       |
| LUXE HD                        | 奢華頻道                     | 娛樂     | 240    | 是       | 無                       |
| Comedy Central                 | Comedy Central               | 娛樂     | 246    | 是       | 有                       |
| Fashion TV                     | 時裝頻道                     | 娛樂     | 245    | 是       | 無                       |
| FOX Crime HD                   | 福斯警匪頻道                 | 娛樂     | 248    | 是       | 有                       |
| FX HD                          | FX HD影集                    | 娛樂     | 250    | 是       | 有                       |
| Fox HD                         | 福斯高畫質頻道               | 娛樂     | 252    | 是       | 有                       |
| Star World HD                  | 衛視合家歡                   | 娛樂     | 254    | 是       | 有                       |
| WarnerTV                       | 華納電視頻道                 | 娛樂     | 256    | 否       | 有                       |
| tvN Asia HD                    | tvN 高畫質頻道               | 娛樂     | 266    | 是       | 有                       |
| HBO HD                         | HBO高畫質                    | 電影     | 310    | 是       | 有                       |
| HBO Hits HD                    | HBO強檔鉅獻                  | 電影     | 312    | 是       | 有                       |
| STAR Movies HD                 | 衛視西片高畫質               | 電影     | 320    | 是       | 有                       |
| Star Chinese Movies HD         | 星卫HD电影台                 | 電影     | 322    | 是       | 有（配有國、粵双聲道）   |
| FOX Family Movies HD           | 福斯家庭電影台               | 電影     | 325    | 是       | 有（配有國、英双聲道）   |
| Sundance HD                    | 日舞頻道                     | 電影     | 330    | 是       | 有                       |
| Fox Sports Plus HD             | 福克斯体育台（原ESPN HD）    | 体育     | 345    | 是       | 有（配有國、英双聲道）   |
| ASN                            | 全美運動網                   | 体育     | 355    | 是       | 無                       |
| Extreme Sports HD              | 極緻體育                     | 体育     | 370    | 是       | 無                       |
| Fox News                       | 福斯新聞台                   | 新聞     | 515    | 否       | 無                       |
| Bloomberg                      | 彭博电视                     | 新聞     | 520    | 否       | 無                       |
| Nickelodeon                    | 尼可國際頻道                 | 兒童     | 565    | 否       | 無（配有國、英双聲道）   |
| Nick jr                        |                              | 兒童     | 566    | 否       | 無                       |
| Baby TV                        | 儿频道                       | 兒童     | 570    | 是       | 無                       |
| Discovery Kids                 | Discovery兒童頻道            | 信息     | 585    | 否       | 有                       |
| Discovery Science              | Discovery科學頻道            | 信息     | 590    | 否       | 有                       |
| EVE                            | EVE健康頻道                  | 信息     | 592    | 否       | 有                       |
| DMAX                           | DMAX                         | 信息     | 594    | 否       | 有                       |
| DW-TV                          | 德國之聲德语台               | 娛樂     | 655    | 否       | 無                       |
| HBO Family                     | HBO溫馨家庭                  | 電影     | 722    | 否       | 有                       |
| HBO Signature                  | HBO原創鉅獻                  | 電影     | 724    | 否       | 有                       |
| Cinemax                        | Max                          | 電影     | 726    | 否       | 有                       |

## 曾播放頻道
- 623 OBS
- 8692 中央电视台老故事频道
- 510 亚洲新闻台
- 335 CNN US HD
- 8500 HiHD
- 8540 东森亚洲新闻频道
- 8550 東森亞洲幼幼台
- 8562 迪士尼Playhouse頻道
- 8650 東森亞洲台
- 750、752 英超臨時直播頻道
- 365 NHL Network  北美冰球HD
- 8545 新華新聞網
- 8225 中國中央電視台高清頻道
- 8590 中央电视台证券资讯频道
- 550 KidsCo 兒童國頻道
- 555 BabyFirst 幼兒頻道
- 560 Boomerang 卡通頻道
- 630 DA AI 2 大爱海外频道
- 632 GOOD TV 好消息卫星电视台
- 8545 CEC 中国国际教育电视台
- 8645 SET Interntional 三立國際台
- 8508 TTV 台视
- 8230 Videoland HD  纬来HD
- Toonami